# Netherlands Space Office
Das Netherlands Space Office (kurz: NSO) ist eine Regierungsorganisation und die Raumfahrtorganisation der Niederlande. Ihre Aufgabe ist die Förderung der niederländischen Raumfahrtindustrie, die Planung und Koordination des niederländischen Raumfahrtprogramms und dessen Vertretung gegenüber anderen Raumfahrtorganisationen.

## Gründung
Im Oktober 2008 unterzeichneten das niederländische Ministerium für Wirtschaft (niederländisch Ministerie van Economische Zaken), das Ministerium für Bildung, Kultur und Wissenschaft (niederländisch Ministerie van Onderwijs, Cultuur en Wetenschap) und das Ministerium für Verkehr und Wasserwirtschaft (niederländisch Ministerie van Verkeer en Waterstaat) einen Vertrag mit der Niederländischen Organisation für wissenschaftliche Forschung (niederländisch Nederlandse Organisatie voor Wetenschappelijk Onderzoek), kurz NWO, einer unabhängigen Verwaltungsbehörde unter der Schirmherrschaft des niederländischen Ministerium für Bildung, Kultur und Wissenschaft, über die Einrichtung des Netherlands Space Office.
Das Netherlands Space Office nahm seine Arbeit am 1. Juli 2009 auf. Das Büro übernahm die Aufgaben der Niederländischen Luft- und Raumfahrtbehörde (niederländisch Nederlands Instituut voor Vliegtuigontwikkeling en Ruimtevaart, NIVR).

## Aufgabe
Das NSO wurde von der niederländischen Regierung eingerichtet um das nationale Raumfahrtprogramm zu entwickeln, zu verwalten und zu fördern. Dabei nimmt das NSO verschiedene Aufgaben wahr:
- Das NSO vertritt das niederländische Raumfahrtprogramm und die niederländischen Unternehmen und Forschungseinrichtungen der Raumfahrtbranche gegenüber internationalen Weltraumorganisationen, wie der Europäischen Weltraumorganisation (ESA), der amerikanischen National Aeronautics and Space Administration (NASA) und der Japan Aerospace Exploration Agency (JAXA).[4] So vertritt das NSO die niederländischen Interessen in verschiedenen Programmausschüssen und Kommissionen der ESA. Zusätzlich versteht sich das NSO als zentraler Kontaktpunkt für die Weltraumforschung und -industrie in den Niederlanden.[3]
- Das NSO berät die Politik zu Fragen der Raumfahrt. Die Niederlande werden im Lenkungsrat der ESA, dem ESA Council, durch eine Delegation vertreten. Die Delegation besteht aus Vertretern des Ministeriums für Wirtschaft und des Ministeriums für Bildung, Kultur und Wissenschaft. Der Leiter des NSO hat die Aufgabe diese Delegation in relevanten Fragestellungen zu beraten.[5]
- Das NSO lenkt die niederländische Mitarbeit in den Technologieprogrammen der ESA und schafft die Rahmenbedingungen für die Arbeit der niederländischen Raumfahrtindustrie und Forschungseinrichtung. Das geschieht beispielsweise durch die Koordination von nationalen Forschungsprogrammen und die Koordination der niederländischen Partner in internationalen Forschungsprojekten.
- Das NSO behält auch immer die gesellschaftliche Nutzung der Erkenntnisse im Auge. Es arbeitet sowohl an der Weiterentwicklung der Raumfahrt und deren Technologien, als auch an der Verwendung von Erkenntnissen und Daten aus dem Weltraum und deren Transfer in andere Wirtschaftszweige. Der Schwerpunkt liegt auf den Gebieten Astrophysik, Erdbeobachtung und der Erforschung von Planeten.[6]
- Zudem vermittelt das NSO Studenten, Lehrern und der allgemeinen Öffentlichkeit die Geschichte der Raumfahrtwissenschaften, ihre Anwendungen und ihre Erschließung.[3]

## Struktur
Der Leiter des NSO erstattet einem Steuerungsgremium, bestehend aus Vertretern der Ministerien und des NWO, Bericht.
Das NSO betreibt zwei Abteilungen, die Abteilung Technologie & Industrie (Technology & Industry Division) und die Abteilung Wissenschaft & Anwendung (Science & Application Division). Die Abteilungen vertreten die niederländischen Interessen in thematischen Arbeitsgruppen der ESA zur Technologie und Wissenschaft. Die Abteilung Technologie & Industrie beteiligt sich an der Entwicklung und Durchführung der niederländischen Raumfahrtaktivitäten. Besonderer Schwerpunkt ihrer Arbeit liegt auf der Technologieentwicklung. Neben ihrer Arbeit in den Gremien der ESA ist sie in verschiedenen anderen Gremien tätig. Unter anderem vertritt die Abteilung die Niederlande in den technologischen Weltraumprogrammen im siebten Forschungsrahmenprogramm der Europäischen Union. Die Abteilung koordiniert nationale Projekte und die niederländischen Aktivitäten in internationalen Projekten. Z.B. koordiniert sie das TROPOMI Projekt.
Die Abteilung für Wissenschaft und Anwendung befasst sich mit den wissenschaftlichen Aspekten der Raumfahrt und der sozialen und ökonomischen Nutzung der Ergebnisse aus den Raumfahrtprojekten. Sie betreut zusammen mit dem NWO zwei nationale Forschungsprogramme:
- User Support Programme Space Research für Forschung in den Bereichen Erdbeobachtung, Forschung in der Schwerelosigkeit und Erforschung von Planeten. Das Projekt ermöglicht niederländischen Wissenschaftlern die Nutzung von Gerätschaften im All.
- PI-Prepatory Programme (PIPP) ist ein Programm, um zukünftige niederländische wissenschaftliche Projektleiter (engl. principal investigator) für Raumfahrtprojekte auszubilden.